# Erebinae

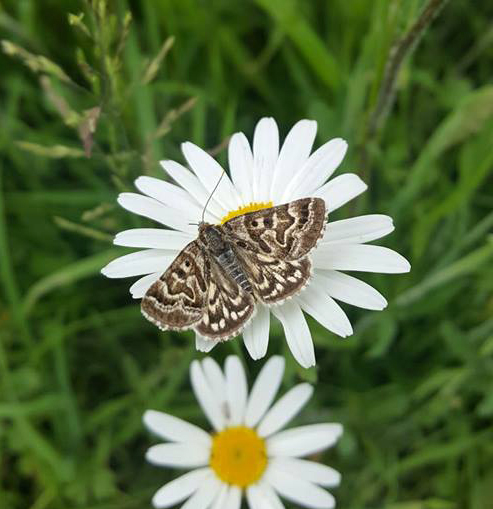
Scheck-Tageule (Euclidia mi)

Die Erebinae bilden eine Unterfamilie der Erebidae. Die Typusgattung ist Erebus. Der Name Erebus leitet sich aus dem Griechischen ab und bedeutet „aus der Dunkelheit“.
Die Unterfamilie umfasst neben weiteren folgende Tribus: Catephiini, Ophiusini, Catocalini und Euclidiini. Bekannte Schmetterlingsarten sind das Blaue Ordensband (Catocala fraxini), das Rote Ordensband (Catocala nupta), die Scheck-Tageule (Euclidia mi) sowie die Braune Tageule (Euclidia glyphica). Gerade die Catocalini gehören zu den besonders großen Nachtfaltern mit Spannweiten bis zu 12 cm. Die Euclidiini enthalten zwei häufige tagaktive Eulchen.

## Systematik
Im Folgenden eine Auswahl an Tribus, die der Unterfamilie Erebinae zugerechnet werden:
- Acantholipini
- Araeopteronini
- Arytrurini
- Audeini
- Catephiini
- Catocalini
- Cocytiini
- Ercheini
- Erebini
- Euclidiini
- Hulodini
- Hypopyrini
- Melipotini
- Ommatosphorini
- Omopterini
- Ophiusini
- Pandesmini
- Pericymini
- Poaphilini
- Sypnini
- Thermesiini
- Toxocampini